# كيث هنتلي
كيث هنتلي (بالإنجليزية: Keith Huntley)‏ هو لاعب كرة قدم بريطاني في مركز الهجوم، ولد في 12 فبراير 1931 في سوانزي في المملكة المتحدة، وتوفي بنفس المكان في ديسمبر 1995. لعب مع سوانزي سيتي.